# Stjepan Supanc
Stjepan Supanc (Vukovar, 17. srpnja 1891. – Vukovar, 1. siječnja 1921.), bio je hrvatski graditelj, revolucionar i političar. Bio je vođom vukovarskoga radničkog pokreta i prvom žrtvom Obznane.

## Životopis

### Rani život i školovanje
Stjepan Supanc rođen je u Vukovaru 1891. godine u obitelji Stjepana, po zanimanju krojača, i Apolonije (rođ. Koch) Supanc. ↓1 Obitelj Supanc živjela je tada na Zvonimirovom trgu ↓2 broj 18, a kasnije su, 1894. godine, kupili kuću u Krunoslavinoj ulici ↓3 broj 8, gdje je Supanc živio sve do smrti. Osnovnu školu polazio je i završio u rodnome gradu. Nakon toga polazio je vukovarsku Realnu gimnaziju. Školske godine 1908./09. završio je 6. razred gimnazije i nakon toga upisao je Graditeljsku školu u Zagrebu. Bio je odličan crtač. Pošto su Supančevi roditelji bili siromašni te nisu imali dovoljno sredstava za njegovo daljnje školovanje, Stjepan Supanc stariji zatražio je za sina stipendiju od Općinskoga zastupstva u Vukovaru. Bila mu je odobrena pomoć od 100 kruna za školsku godinu 1909./10. Od 1910. godine pa nadalje imao je odobrenu stipendiju od 700 kruna godišnje, a dodatnu mu je pomoć pružala i obitelj njegovoga rođaka Emila Gölisa (osobito nakon smrti Supančeva oca 1912. godine) koji je zajedno s njim polazio Graditeljsku školu. Nakon završene Graditeljske škole, Supanc je otišao na praksu u Zadar te potom u Crikvenicu gdje je radio kao nastavnik na tečaju za klesare.

### Prvi svjetski rat
Prvi svjetski rat Supanca je zatekao na odsluženju vojnoga roka u Austro-ugarskoj vojsci. Nakon što je završio skraćenu časničku obuku poslan je na rusku bojišnicu. Imao je čin poručnika u Austro-ugarskoj vojsci. Na ruskoj bojišnici predao se Ruskoj vojsci zajedno sa svojim vojnicima te je dopao u zarobljeništvo. Supanc se nije dugo zadržao zarobljeništvu jer se prijavio u Dobrovoljački korpus. S Dobrovoljačkim korpusom kasnije je sudjelovao i u bitci kod Dobrudže gdje se istakao izvanrednom hrabrošću zbog čega je bio odlikovan Ordenom Bijelog orla V. stupnja s mačevima. U Dobrovoljačkome korpusu došlo je do političkih sukoba zbog pitanja načina i oblika ujedinjenja u novu državu te su se pripadnici toga korpusa podijelili u dvije skupine a Supanc istupa iz njega. Sve se to dogodilo u vrijeme Veljačke revolucije 1917. godine i taj njegov čin okvalificiran je kao Boljševički akt te je Supanc uhićen. U zatvoru se pobliže upoznao s boljševičkim programom te kada je dospjela Listopadska revolucija Supanc je postao aktivnim njihovim suradnikom te je 1918. godine bio i šefom jednoga njihovog inženjerijsko-građevinskog nadleštva. Iz njegovoga ratnoga doba sačuvan je blok sa skicama koje je crtao a posebno je zanimljiv jedan plan Vukovara iz 1915. godine gdje je planirao novo urbanističko rješenje grada i novu regulaciju prometa. Predlagao je i potpunu rekonstrukciju središta grada s uvođenjem tramvaja.

### Kraljevstvo SHS
Nije točno utvrđeno kada se Supanc vratio iz Rusije a prevladava mišljenje kako je to bilo krajem 1918. godine, no moguće je da je to bilo i početkom 1919. godine. Neposredno prije i u vrijeme Supančeva povratka situacija u novoj državi nije bila obećavajuća.
»U novoj ujedinjenoj državi bilo je svega, samo nije bilo slobode. Novo obrazovana kraljevska vlada stvarala je kraljevsko-policijsku, birokratsku državu, koja se nije obazirala ni na svoje vlastite zakone. Uveden je sistem cenzure i batinanja. Vukovarci su se često uzbuđivali zbog kundačenja ovog ili onog radnika ili seljaka. Uvela se praksa da se onaj koji pijan viče »Dolje kralj« ili »Živjela republika«, izbatina sa dvadestpet batina. Vojni bjegunci dobivali su isto toliko. Za krađe se dijelilo od 15 do 25 batina. Žandari i policajci počeli su batinati po selima sve od reda za svaki prestup i političko uvjerenje, ako nije bilo režimsko. Korupcija se sve više širila. (...) Padala je valuta. Žigosale su se krune, onda su se na žigosane krune lijepile marke i pritom se ustezalo 20% od žigosanog novca. Sve je to pogađalo, u prvom redu, radnike i seljake.«
Nakon povratka Supanc je diplomirao 1919. godine i stekao naslov diplomiranoga graditelja s ovlaštenjem projektiranja i izvođenja visokogradnje. Nakon toga zajedno sa svojim rođakom Emilom Gölisom, koji je bio s istim naslovom graditelja, osnovao je u Vukovaru Tehničku poslovnicu. Nakon povratka Supanc se više posvetio političkoj nego graditeljskoj djelatnosti te uz veliku političku djelatnost nije u struci mnogo djelovao. Ostale su njegove bilješke i razmišljanja o novome urbanističkom rješenju za grad tj. kako Vukovar treba prerasti u moderni grad te ga treba podijeliti na monumentalni, sanitarni, industrijski, trgovački, odnosno po svrsi. Od Supančeve graditeljske djelatnosti ostala su sačuvana 2 rada iz 1909. godine, 5 radova iz 1910. godine i 9 radova iz 1912. godine te 33 rada bez godine nastanka. U njegovim građevinskim projektima može se naći mnogo primjera primjene suvremenih metoda, npr. redovita primjena armiranoga betona.

#### Radnički dom
U politički i kulturni život grada Stjepan Supanc uključio se nakon povratka iz Rusije a njegov se utjecaj počeo snažnije osjećati sredinom 1919. godine. Supanc u svojoj političkoj djelatnosti nikada nije bio biran na čelo Mjesne stranačke organizacije no zbog njegovih odgovornih zadataka i kao idejnoga pokretača i ostvarivača svih važnih akcija, te njegovih zadataka u Zadruzi Radnički dom, u stranci bilo je dogovoreno kako će djelovati kao običan član stranke. Prvi veliki njegov zadatak bio je oko posla kupovine radničkoga doma. Prve vijesti o tome kako vukovarski radnici planiraju izgraditi svoj dom javljaju se u vukovarskim novinama Novo Doba od 1. ožujka 1919. godine. Ubrzo nakon toga na prodaju ponuđena je najreprezentativnija zgrada u samome središtu grada, zgrada Grand Hotela. Zgrada je raskošna neobarokna palača a dao ju je napraviti vukovarski veleposjednik Aleksa Paunović. Građena je na mjestu tzv. Švicarske kuće po nacrtima senćanskoga arhitekta Vladimira Nikolića, od 1894. do 1897. godine. Godine 1918. Grand Hotel kupio je Mišo Gottfried. To je bila izvanredna prigoda za kupnju na prijedlog Stjepana Supanca. Odluku o kupnji Grand Hotela donijela je Mjesna organizacija Socijaldemokratske stranke u Vukovaru, sredinom ožujka 1919. godine. Supanc nije bio u prvome odboru za utemeljenje Zadruge Radnički dom ali je na glavnoj utemeljiteljskoj skupštini Zadruge Radnički dom, koja je održana 19. lipnja 1919. godine, bio izabran u prvo ravanteljstvo. U njega je bio delegiran kao predstavnik Mjesne organizacije Socijalističke radničke partije Jugoslavije (komunista) u Vukovaru, te je primio najodgovornije zadatke u prijelomnom trenutku kada je zatvoren Nikola Smoljanović, član stranačkoga Vijeća, tajnik za Srijem i odgovorni urednik vukovarskih novina Radničke straže. Sredstva su prikupljana prodajom zadružnih udjela i tako je prikupljeno prvih 100.000 kruna a nakon što je Supanc uspio osigurati kredite za svotu do ukupne cijene od 700.000 kruna Radnički dom potpuno je isplaćen i preuzet, od vlasnika Miše Gottfrieda, 1. srpnja 1919. godine. Nakon kupnje i obnove Radnički dom postao je glavno mjesto okupljanja vukovarskoga radništva razvijajući vrlo živu političku i kulturnu djelatnost. Tu su bile trgovine, kavana, restoran, igračnica, kino a također tu su djelovali Dječja grupa "Budućnost", Radničko pjevačko i tamburaško društvo koje je imalo i dramsku sekciju a na dijelu prvoga kata smještene su Komunistička čitaonica i knjižnica, tajništvo Mjesne partijske organizacije, tajništvo sindikalnih organizacija i uredništvo novina Radničke straže.

#### Izbori za Gradsko zastupstvo
Supanc se kandidirao na izborima za Gradsko zastupstvo, ↓4 16. ožujka 1920. godine, kao nositelj liste Mjesne organizacije Socijalističke radničke partije Jugoslavije (komunista) u Vukovaru. Lista je imala 24 kandidata od kojih je u Gradsko zastupstvo izabrano njih 12. Ostale dvije liste dobile su zajedno 12 mjesta (Hrvatska zajednica 8 i Radikalna stranka 4). Na prvoj utemeljiteljskoj sjednici Gradskoga zastupstva Stjepan Supanc biran je u 6 od ukupno 8 odbora: političko-pravni, gospodarski, građevni, zdravstveni, aprovizacijski i stambeni. Usvojen je i njegov prijedlog za uvođenje nedjeljnoga odmora za gradske činovnike te za osnivanje odbora za ratne invalide i siročad. No, mjesec dana nakon prve sjednice uslijedila je kriza Gradskoga zastupstva. Na izvanrednoj sjednici od 28. travnja 1920. godine gradonačelnik Fran (Franjo) Türk iz Hrvatske zajednice pročitao je prijavu mjesnog vijeća Socijalističke radničke partije Jugoslavije (komunista) i radničkoga sindikalnog vijeća u Vukovaru o održavanju proslave 1. svibnja i upućuje zastupnika Stjepana Supanca na banovu odluku o obustavi zakona o pravu na okupljanje te poziva zastupnike SRPJ (k) na odustajanje od proslave. Zbog toga što komunisti nisu htjeli odustati od te proslave gradski zastupnici iz redova Hrvatske zajednice i Narodne radikalne stranke položili su svoje zastupničke mandate s molbom neka vlada raspiše nove izbore. Novi izbori održani su 27. srpnja iste godine i komunisti su na njima dobili 13 zastupničkih mjesta, radikali su ostali na 4 mandata, Hrvatska zajednica dobila je 5 mandata, a po jedan mandat dobili su dr. Daniel Klein iz novoosnovane Židovske stranke i Euzebije Pfeiffer iz također novoosnovane Zemljoradničke i maloobrtničke stranke. Supanc i ostali komunistički zastupnici iz prvoga zastupstva, koji su uz ogradu položili prisegu, nisu se kandidirali jer su izgubili pasivno pravo glasa na tri godine. Nakon ovih izvanrednih izbora novo gradsko zastupstvo s komunističkom većinom sastalo se prvi puta 9. kolovoza 1920. godine i na toj su sjednici zajedničari podnijeli žalbu jer je, navodno, jedan radnik dva puta glasovao. Žalba se rješavala četiri mjeseca kod velikoga župana a onda su izbori poništeni i raspisani su novi. Treći izbori bili su u srpnju 1921. godine ali sada u potpuno izmijenjenim okolnostima Obznane i progona komunista. Na tim izborima vukovarski komunisti dobili su 8 mandata ali njihovi su mandati, s donošenjem i primjenom Zakona o zaštiti države 1921. godine, poništeni.

#### Drugi kongres KPJ 1920. godine
Drugi kongres Socijalističke radničke partije Jugoslavije (komunista) održan je od 20. do 25. lipnja 1920. godine u Vukovaru, u Radničkome domu. Na tome kongresu donijet je novi program stranke i promijenjen joj je naziv u Komunistička partija Jugoslavije. Iako su vukovarski gradonačelnik i predstavnici građanskih stranaka u vukovarskom gradskom zastupstvu 22. svibnja 1920. godine uputili brzojav ministru unutarnjih poslova zatraživši zabranu održavanja, i u tome bili podržani od bana Matka Laginje, kongres je ipak odobren. Vukovarska Mjesna organizacija SRP (k) organizirala je taj Kongres a Stjepan Supanc bio je jednim od organizatora i aktivno je sudjelovao u svim pripremama. Izradio je i plan grada Vukovara za lakše snalaženje delegata. Vukovarski delegati na Kongresu bili su: Stjepan Supanc, Jovan Šipoš (tajnik Mjesne organizacije), Bogomil Herman (urednik Radničke straže), Petar Janjčec, Josip Ajetić, Franjo Haupert, Marija Rakić, Julijana Šaban i Elizabeta Magić. Za vrijeme Kongresa Radnički dom bio je urešen, na čelu Doma postavljeno je pet crvenih barjaka a sama zgrada i glavna ulica bile su osvjetljene jarkom rasvjetom kao u svečanim prigodama. Bilo je određeno blizu dvije stotine "crvenih redara" koji su imali štititi Radnički dom od mogućih provokacija a određene su i posebne skupine naoružanih radnika (radničke straže) koje su trebale štititi istaknute stranačke rukovoditelje. Nakon što je odobrio održavanje kongresa ministar unutarnjih poslova Ljubomir Davidović poslao je za održavanje reda pedeset žandara i dvije satnije vojnika. Veliki župan Županije srijemske i grada Zemuna Vidoje Mišović poslao je, uz odobrenje ministra unutarnjih poslova, svoje "komesare - povjerenike pri kongresu" koji su kasnije sačinili izvješće. Kongres je protekao u potpunome redu i miru.

#### Izbori za Ustavotvornu skupštinu
U listopadu 1920. godine Supanc se je angažirao u predizbornoj aktivnosti za Izbore za Ustavotvornu skupštinu Kraljevstva SHS koji su održani 28. studenoga 1920. godine. Obilazio je i okolna sela vukovarskoga kotara (Svinjarevci, Petrovci, Lovas, Opatovac, Berak) a držao je govore o Prvome svjetskom ratu, ruskoj revoluciji, slomu Austro-ugarske i nakon toga stvaranju nove države, agrarnoj reformi, valutnome pitanju, radničkome položaju, programu komunističke stranke i političkoj situaciji uopće. Tijekom predizborne aktivnosti bili su Supanc i neki članovi komunističke stranke napadani.
Dio prikaza iz Radničke straže od 30. listopada 1920. godine:
»(...) odvezao se je drug Supanc s nekolicinom drugova u Opatovac. Na skupštini se sakupilo više stotina ljudi, no jedno desetorica dobrovoljaca došli su također tamo pijani, s flašama u ruci, počeli da teroriziraju. Kada je drug Supanc unatoč njihovih prijetnji počeo da govori, oni su mu stavili ruku na usta, gurnuvši ga s podijuma. Ta drzovitost pijanih radikalskih plaćenika raspalila je masu, te je došlo do krvoprolića. (...)«
Kada je utvrđena kandidatska lista Komunističke partije Jugoslavije za Županiju srijemsku Supanc je odbio biti nositeljem liste jer "(...) ne ću da kažu da se borim samo za zato da dođem u Skupštinu i da berem dnevnice rađe ostajem ovdje s Vukovarcima, ako ja odem što će biti od ovoga svega.", te je nakon toga bio drugi na listi. Na izborima za Ustavotvornu skupštinu komunistička lista u vukovarskome kotaru dobila je 902 glasa a sve ostale 996 no Supanc nije izabran pošto je kandidatska lista bila za cijelu Županiju srijemsku gdje su ostale liste dobile više glasova. Izabran je nositelj liste Nikola Grulović, obućarski radnik, tajnik Mjesne organizacije KPJ u Rumi.

#### Vrangelovci
Tijekom prosinca 1920. godine pronio se glas gradom kako se u vukovarskom kotaru treba naseliti jedna skupina vrangelovaca a kada se to obistinilo Supanc je vodio prosvjednu akciju protiv njihovoga naseljavanja. Vrangelovci, bio je naziv za pripadnike vojnih postrojba generala P. N. Wrangela tijekom listopadske revolucije u Rusiji. Oni su se borili protiv sovjetske vlasti u građanskome ratu od 1918. do 1920. godine a kada su pobijeđeni raspršili su se u emigraciji po raznim zemljama. Karađorđevićevska vlast jedan dio ovih bivših vojnika i njihovih obitelji primila je u Kraljevstvo SHS i počela ih naseljavati. Ponegdje su bili postavljani kao pogranična straža. Nakon što je Mjesna partijska organizacija, 26. prosinca poslije podne, saznala kako 27. prosinca 1920. godine na željezničku postaju Vukovar-Predgrađe treba iz Beograda stići jedna skupina vrangelovaca odlučili su to spriječiti. Toga dana organizirana je obustava rada u vukovarskoj Kudeljari, najvećem tadašnjem poduzeću. Pošto je ona snabdijevala grad strujom to je izazvalo veliku zabunu, u gradu je zavladalo uzbuđenje te je vladin povjerenik poduzeo izvanredne policijske mjere uvođenja redarstvenoga sata i zabrane okupljanja.
»Supanc je među prvima došao na željezničku stanicu, gdje se ubrzo okupilo preko 300 radnika. Kada su se vrangelovci počeli iskrcavati da bi pripremljenim kolima bili odvezeni u okolna sela, iz mase su se začuli povici da su izdajice i plaćenici. Najviše su se isticali Stjepan Supanc, Jovan Šipoš i Pavao Steininger. Supanc je s vrangelovcima razgovarao na ruskom jeziku, a kočijašima naredio da ih ne prihvate. Oružnicima koji su pokušali uredovati i prisutnom kotarskom predstojniku izjavio je da je on ovdje vođa i dok je on živ vrangelovci neće u Vukovar. Tek kada je kotarski predstojnik Gašparac u prisustvu komunističkih prvaka, Supanca i drugih, dao radnicima stanovite garancije, Supanc je pozvao radnike da se raziđu.«
Veliki župan Županije srijemske u svome izvješću Predsjedništvu Kraljevske zemaljske vlade napisao je i: 
»»... sakupilo se je oko 500 radnika iz obližnjih fabrika naročito kudeljare koji su za Ruse pripremljena kola rastjerali i koji nisu dozvolili da Rusi kroz Vukovar prođu. Vodje tih radnika bili su Supanc i Steininger vođe ovdašnje komunističke organizacije. Kada je izašla žandarmerija radnici su se doduše malo povukli nu bili su spremni i silom se opreti. Uhićenje kolovođa kao npr. Supanca i Steiningera nije se moglo provesti jer bi nastao obći štrajk i sukob u Vukovaru za uzdržavanje reda ovdašnja žandarmerijska stanica obzirom na veliki broj komunista nije dostatna dok se na gradsku policiju obzirom da je nepouzdana ne može računati.««
Nakon toga u Radničkome domu održan je veliki prosvjedni zbor gdje su govorili Supanc i drugi gradski komunistički prvaci a donijeta je tada i Rezolucija protiv naseljavanja vrangelovaca. Vukovarski su komunisti smatrali kako ima dovoljno sirotinje u okolnim selima kojoj treba podijeliti zemlju, a ne naseljavati strance, i to kontrarevolucionare. Zborovnici su se razišli tek nakon što su od Gradskoga poglavarstva dobili službenu obavijest kako nijedan vrangelovac ne će biti naseljen, niti proći kroz Vukovar.
Kolonisti su pod zaštitom otpremljeni prvo u Bršadin, a onda su razmješteni u okolna sela Bobotu, Pačetin, Trpinju i Veru.
Kasnije je, u lipnju 1921. godine, nakon donošenja Obznane, protiv sudionika i organizatora obustave rada i nasilnoga sprječavanja ulaska vrangelovaca u Vukovar državni tužitelj podigao optužnicu i svi su optuženi vukovarski komunisti (Pavao Steininger, Franjo Šokčević, Ivan Kempf, Stjepan Brušnjak, Josip Werez, Stjepan Menges, Josip Vujević, Rudolf Mlinarić, Lovro Kesler, Ivan Beck, Petar Janjčec, Josip Jakšić, Djuro Dombaj i još njih oko petnaestorica) ↓5 bili osuđeni na zatvorske kazne od 4 do 12 mjeseci.

#### Obznana i smrt
Obznana je donesena 30. prosinca 1920. godine. Obznana je bila uperena prvenstveno protiv Komunističke partije Jugoslavije i režim ju je odmah počeo provoditi. Tijekom noći 31. prosinca u Vukovar došla je jedna bojna vojnika a sutradan, 1. siječnja 1921. godine, opkolila je vojska Radnički dom i odmah su po velikim prozorima i zidovima Doma, a isto tako i po gradu, izlijepljeni plakati Obznane. Ulicama grada vojska je bila u ophodnji. Uhićeni su mnogi radnici i komunisti, počela su saslušavanja i batinanja u gradskoj policiji i žandarmeriji. Napetost u gradu rasla je u svezi Obznane i Supanc je zakazao gradsku konferenciju predstavnika rajonskih odbora svoje stranke za istu večer. Sastanak se imao održati na Sajmištu, u kući Đure Živkovića ↓6, na rubnome kraju grada. Poslijepodne Supanc je obilazio i razgovarao sa skupinama radnika po gradu te im objašnjavao situaciju i upozoravao kako treba sačuvati disciplinu i hladnokrvnost i da ne treba poduzimati pojedinačne neorganizirane akcije te ujedno opovrgavao glasine kako je cijelo gradsko rukovodstvo stranke pobjeglo iz grada.
»Na kraju sastanka, kada su se već spremili na odlazak i kada je već oslabila budnost stražara, naišla je jedna od ophodnja koje su tog dana kružile gradom. Nije točno utvrđeno, jer se policijskim izvještajima ne može vjerovati, ali se pretpostavlja da su komunisti viđeni kada su dolazili na sastanak, pa je ophodnja na to upozorena. Kada se čuo povik: »Žandari!«, Supanc i drugovi pojurili su u dvorište u mrak, nekolicina je uspjela umaći preko ograde na stražnjoj strani dvorišta. Supanc, Kerek ↓7 i još neki sklonili su se u mračnom dvorištu. Supanc je svoj pištolj sakrio u hrpu pijeska da ga ne pronađu kod njega. Ophodnja je bila sastavljena od pet vojnika i dva gradska redara, a komandirao je žandarmerijski narednik. Kada je ophodnja ušla u dvorište, Supanc je pokušao neopaženo izaći kroz vrata na ulicu. Pao je dvadesetak koraka od kuće pogođen hicem u vrat s desne strane. Pucao je jedan od gradskih redara i Supanc je pao na mjestu mrtav. ↓8«
U izvješću žandarmerijske postaje prikazuje se kako je Supanc imao nož u rukama te da je navalio na jednog člana ophodnje i ranio ga, želeći tako prikazati kako je pokušao pružiti otpor te je zato i ubijen. Supančevo tijelo prenijeto je u mrtvačnicu županijske bolnice. Drugoga dana mnogi su radnici, žene i djeca prošli pokraj Supančeva odra odajući mu posljednju počast. Pokopan je 3. siječnja 1921. godine, nakon što su vlasti strahujući da se Supančev pokop ne pretvori u radničke prosvjede protiv režima u tajnosti prenijele njegovo tijelo na starovukovarsko groblje. ↓9 Groblje je bilo opkoljeno vojskom i žandarmerijom. Svečani sprovod kroz grad policija je zabranila. Na pokop pušteni su samo najbliži rođaci i žene.

## Odličja
- Red bijelog orla V. stupnja s mačevima, za hrabrost pred neprijateljem.

## Spomen
- Po Supancu su se nazivale u Vukovaru: Osnovna škola "Stjepan Supanc", ↓10 Mjesna zajednica "Stjepan Supanc" i Drvna industrija "Stjepan Supanc".
- Danas u Hrvatskoj ima Ulica Stjepana Supanca u Vukovaru, te u Srbiji Ulica Stjepana Supanca u Beogradu,.
- Spomen ploča na njegovu kuću u kojoj je živio do pred smrt bila je postavljena 1954. godine. Kasnije spremljena je u Gradski muzej Vukovar zbog toga što se kuća srušila zbog pomjeranja zemljišta.[47]
- Supančevo spomen poprsje bilo je kod vukovarskoga Radničkoga doma. ↓11
- Godine 1960. Vlado Kostelnik objavio je dramu Praskozorje: drama o Stjepanu Supancu.[48]

## Galerija
- Stjepan Supanc, đački rad (Hrvatska seljačka kuća).
- Prijepis odluke o molbi Stjepana Supanca starijega za dobivanje stipendije za sina.
- Stjepan Supanc, austro-ugarski vojnik, 1914. godine.
- Plan Vukovara. Supančev rad u zarobljeništvu u Rusiji.
- Radnički dom zadružni udjel. Dionica br. 2600.
- Tlocrt Radničkoga doma. Supančev rad, 12. svibnja 1919. godine.
- Kuća u bivšoj Krunoslavinoj 8 u kojoj je živio Stjepan Supanc.
- Prijepis dopisa o pjesmi postavljenoj na grob Stjepana Supanca 1921. godine.